# Berkelium-247
Berkelium-247 of 247Bk is een instabiele radioactieve isotoop van berkelium, een actinide en transuraan element. De isotoop komt van nature niet op Aarde voor.
Berkelium-247 kan ontstaan door radioactief verval van californium-247 en einsteinium-251.
{\displaystyle {\ce {{^{247}_{98}Cf}->{^{247}_{97}Bk}+{e^{+}}+{\nu }_{e}}}}
{\displaystyle {\ce {{^{251}_{99}Es}->{^{247}_{97}Bk}+\,_{2}^{4}\alpha }}}

## Radioactief verval
Berkelium-247 vervalt hoofdzakelijk onder uitzending van alfastraling tot de radio-isotoop americium-243:
{\displaystyle {\ce {{^{247}_{97}Bk}->{^{243}_{95}Am}+\,_{2}^{4}\alpha }}}
De halveringstijd bedraagt 1379,38 jaar. Daarmee is het de langstlevende isotoop van berkelium.
233Bk · 234Bk · 235Bk · 236Bk · 237Bk · 238Bk · 239Bk · 240Bk · 241Bk · 242Bk · 242mBk · 243Bk · 244Bk · 245Bk · 246Bk · 247Bk · 248Bk · 248mBk · 249Bk · 249mBk · 250Bk · 250m1Bk · 250m2Bk · 251Bk · 251mBk · 252Bk · 253Bk · 254Bk